# Marguerite Abouet
Marguerite Abouet (Abidjan, 1971) és una escriptora de Costa d'Ivori.

## Sobre l'autora
Marguerite Abouet naix a la capital administrativa de Costa d'Ivori, al 1971.
Als 12 anys, els seus pares l'enviaren juntament amb el seu germà major a estudiar a París, França. Tots dos visqueren a casa del seu besoncle.
Els seus estudis foren més breus del previst i es dedicà a escriure novel·les, que no presentà a cap editor.
Ara resideix a Romainville, localitat de l'Illa de França, prop de París, i es dedica per complet a l'escriptura.
Institutriu de Yopougon és la primera història que ha dedicat al còmic. Amb una veu i un humor inèdits, descriu una Àfrica molt viva, llunyana als clixés de guerra, fam i misèria, amb què se sol descriure el continent africà. El 2006 rebé, amb Clément Oubrerie, el premi al Primer Àlbum en el Festival Internacional del Còmic d'Angulema.
Altres còmics famosos de l'autora són Akissi, un personatge inspirat en la seua infantesa a Abidjan, i Bienvenue, la història d'una jove que arriba a París.